# Paweł Prindisz
Paweł Prindisz (ur. 17 lutego 1895 w Łodzi, zm. 3 maja 1974 tamże) – polski specjalista w dziedzinie przędzalnictwa, pionier rozwoju technologii włókna, profesor Politechniki Łódzkiej.
W 1911 roku ukończył Wyższą Szkołę Rzemieślniczo–Przemysłową w Łodzi i studiował w Höhere Textil Fachschule w Pradze i Libercu. W 1915 roku ukończył studia i rozpoczął pracę w przemyśle. W tym czasie rozpoczął prace badawcze, których wyniki były wdrażane w przędzalniach bawełny Austro–Węgier. W 1919 roku wrócił do kraju i pracował w zespole badawczym w Politechnice Warszawskiej. W 1920 roku przeszedł do pracy w największej polskiej przędzalni bawełny firmy Scheibler i Grohman. W 1936 roku został dyrektorem naczelnym przędzalni. W 1943 roku aresztowany i wywieziony do obozu koncentracyjnego Auschwitz-Birkenau. Po wyzwoleniu i powrocie do Łodzi objął stanowisko dyrektora technicznego w Zakładach Przemysłu Bawełnianego nr 1 w Łodzi.
W 1947 roku został powołany na stanowisko profesora kontraktowego w Katedrze Włókiennictwa Politechniki Łódzkiej, w 1948 roku otrzymał stanowisko profesora nadzwyczajnego, a w 1962 roku tytuł profesora zwyczajnego. W latach 1946–1960 był głównym technologiem i projektantem w Biurze Projektowania Zakładów Włókienniczych w Łodzi, którego był współzałożycielem. W latach 1951–1955 pełnił funkcję pełnomocnika Ministra Przemysłu Lekkiego do wprowadzania tzw. reżimów technologicznych i modernizacji przędzalń. Był członkiem Komitetu do spraw Techniki przy Prezydium Rady Ministrów, członkiem Centralnej Komisji Weryfikacyjnej ds. Kadr Naukowych, członkiem Rady Naukowej i doradcą Instytutu Włókiennictwa.
Był współtwórcą, a następnie prodziekanem Wydziału Włókienniczego PŁ (1953–1954), a w latach 1947–1965 kierownikiem Katedry Przędzalnictwa. Szczególnie owocną i twórczą działalność rozwinął w Biurze Projektowania Zakładów Włókienniczych, gdzie zrealizował szereg własnych koncepcji budowy zakładów, zwłaszcza przędzalń bawełny. Był jednym z największych autorytetów w dziedzinie przędzalnictwa, wychowawca wielu pokoleń inżynierów włókienników. Jego dorobek naukowy stanowi 45 prac badawczych, 25 publikacji, 1 książka, 3 skrypty, 6 patentów. Wypromował 10 doktorów. Niezależnie od pracy naukowej był wybitnym pedagogiem, dydaktykiem i organizatorem. Dzięki jego staraniom powstały wzorcowe laboratoria technologiczne przędzalnictwa bawełny i wełny.
Współtwórca Stowarzyszenia Inżynierów i Techników Przemysłu Włókienniczego. W latach 1956–1964 Prezes, a następnie Honorowy Prezes Stowarzyszenia Włókienników Polskich. Wyróżniony wieloma odznaczeniami, w tym Krzyżem Komandorskim Orderu Odrodzenia Polski oraz Nagrodą Miasta Łodzi (1964).